# Frontière entre Saint-Barthélemy et l'Union européenne
La frontière entre Saint-Barthélemy et l'Union européenne est la frontière maritime des Antilles séparant deux collectivités d'outre-mer françaises :
- d'une part, la collectivité de Saint-Martin, qui occupe la partie nord de l'île de Saint-Martin et les îlots qui en dépendent et qui, selon le droit de l'Union européenne, est une région ultrapériphérique (RUP) qui fait partie de l'Union européenne ;
- d'autre part, la collectivité de Saint-Barthélemy, qui occupe l'île du même nom et les îlots qui en dépendent et qui, selon le droit de l'Union européenne, fait partie des pays et territoires d'outre-mer (PTOM) et donc ne fait pas partie de l'Union européenne.

Cette frontière a été établie le 1er janvier 2012, lorsque Saint-Barthélemy est passé du statut de RUP à celui de PTOM.
La partie néerlandaise de Saint-Martin est également un PTOM et il existe aussi une frontière avec l'Union européenne reprenant la frontière entre la France et les Pays-Bas.
Cette frontière relie deux tripoints :
- à l'ouest, le point est un point de rebroussement de la frontière franco-néerlandaise
- à l'est, le point est situé sur la Frontière entre la France et le Royaume-Uni avec la zone économique exclusive d'Anguilla au point 18° 09' 21 62° 44' 22